# إميليانو الفارو
اميليانو الفارو (28 أبريل 1988 الأوروغواي - ) هو لاعب كرة قدم إيطالي، يلعب كمهاجم.

## روابط خارجية
- إميليانو الفارو على موقع الاتحاد الدولي (مؤرشف)  (الإنجليزية)
- إميليانو الفارو على موقع قاعدة بيانات كرة القدم.إي يو (الإنجليزية)
- إميليانو الفارو على موقع ناشيونال فوتبول تيمز (الإنجليزية)
- إميليانو الفارو على موقع Soccerbase.com (لاعب) (الإنجليزية)
- إميليانو الفارو على موقع Soccerway.com (الإنجليزية)
- إميليانو الفارو على موقع AS.com (الإسبانية)